# رالف بار
رالف بار (بالإنجليزية: Ralph Parr)‏ هو ضابط أمريكي، ولد في 1 يوليو 1924 في بورتسموث في الولايات المتحدة، وتوفي في 7 ديسمبر 2012 في نيو براونفيلز في الولايات المتحدة.